# Paanajärvi
Il Paanajärvi (in russo Паанаярви, Paanajarvi) è un lago della Repubblica di Carelia, nella Russia nord-occidentale, vicino al confine con la Finlandia. Si trova all'interno del parco nazionale omonimo. Ha una lunghezza di 24 km e una larghezza massima di 1,5 km. La profondità massima è di 128 m. Il fiume Oulankajoki si getta in esso nella sua estremità occidentale, per poi lasciarlo, con il nome di Olanga, e proseguire la sua corsa ad est, fino a sfociare nel Pjaozero.